# Xabier Azkargorta
Francisco Xabier Azkargorta Uriarte, plus connu comme Xabier Azkargorta, né le 29 septembre 1953 à Azpeitia (communauté autonome du Pays basque), est un footballeur espagnol reconverti en entraîneur.

## Biographie
Xabier Azkargorta évolue comme attaquant dans le club de l'Athletic Bilbao de 1972 à 1977, remportant une Coupe d'Espagne en 1973, face à CD Castellón. Il n'effectue que cinq saisons en tant que footballeur professionnel.
Il devient ensuite entraîneur : il dirige sept clubs ibériques parmi lesquels l'Espanyol Barcelone et le Séville FC. En 1993, il dirigea la sélection bolivienne, qu'il mène en Coupe du monde en 1994, soit quarante-quatre après sa dernière apparition.
La Bolivie est éliminée au premier tour. Il dirige ensuite le Chili. De 1997 à 1998, il s'expatrie au Japon pour entraîner le club de Yokohama F. Marinos. Il poursuit sa carrière dans le club mexicain de Chivas de Guadalajara, en 2005. 
En juillet 2012, Xabier Azkargorta est nommé sélectionneur de la Bolivie pour la deuxième fois.

## Palmarès
- Coupe d'Espagne de football
  - Vainqueur en 1973
  - Finaliste en 1977
- Coupe UEFA
  - Finaliste en 1977